# Preactiniidae
A Preactiniidae a virágállatok (Anthozoa) osztályának tengerirózsák (Actiniaria) rendjébe ezen belül a Ptychodacteae alrendjébe tartozó család.
A WoRMS adatai szerint 2 elfogadott faj tartozik ebbe a korallcsaládba.

## Rendszerezés
A családba az alábbi 2 nem tartozik:
- Dactylanthus (Clubb, 1908) - 1 faj
- Preactis England in England & Robson, 1984 - 1 faj